# Narkhed
Narkhed é uma cidade  no distrito de Nagpur, no estado indiano de Maharashtra.

## Geografia
Narkhed está localizada a 17° 54′ N, 75° 41′ L. Tem uma altitude média de 462 metros (1515 pés).

## Demografia
Segundo o censo de 2001, Narkhed tinha uma população de 21,536 habitantes. Os indivíduos do sexo masculino constituem 51% da população e os do sexo feminino 49%. Narkhed tem uma taxa de literacia de 72%, superior à média nacional de 59.5%: a literacia no sexo masculino é de 77% e no sexo feminino é de 67%. Em Narkhed, 12% da população está abaixo dos 6 anos de idade.